# Poskytovatel služeb vytvářejících důvěru
Nařízení eIDAS definuje poskytovatele služeb vytvářejících důvěru jako fyzickou nebo právnickou osobu, která poskytuje jednu či více služeb vytvářejících důvěru buď jako kvalifikovaný, nebo jako nekvalifikovaný poskytovatel služeb vytvářejících důvěru.  
Kvalifikovaným poskytovatelem služeb vytvářejících důvěru je poskytovatel služeb vytvářejících důvěru, který poskytuje jednu či více kvalifikovaných služeb vytvářejících důvěru a kterému orgán dohledu udělil status kvalifikovaného poskytovatele. 
Vychází z anglického Trust Service Provider (TSP), zkratka se běžně používá i v české terminologii. Pro kvalifikované poskytovatele se pak používá zkratka QTSP (Qualified Trust Service Provider). 
V praxi se nejčastěji jedná o poskytovatele certifikačních služeb, tzv. certifikační autority.  

## Historie
Termín poskytovatel služeb vytvářejících důvěru byl zaveden Evropským parlamentem a Evropskou radou jako důležitá a relevantní autorita zajišťující nepopiratelnost regulovaného postupu elektronického podepisování. Poprvé se objevil ve směrnici o elektronických podpisech 1999/93/ES a původně se jmenoval poskytovatel certifikačních služeb. Směrnice byla zrušena nařízením eIDAS, které se stalo oficiálním 1. července 2016. nařízení je závazný legislativní akt, kterým se musí řídit všechny členské státy EU.   